# Лес Браун
Лес Браун (англ. Les Brown, 14 березня 1912 — 4 січня 2001) — американський музикант, аранжувальник, протягом 60 років — лідер відомого танцювального біг-бенда.

## Музичний жанр
Основу музичного стилю Леса Брауна становив легкий танцювальний свінґ. Як пише музичний сайт AllMusic, «музика Леса Брауна ніколи не була інноваційна, проте в цілому була вельми приємна».

## Життєпис
Лес Браун народився в Рейнертоні (штат Пенсільванія) у родині пекаря.
Його батько грав на тромбоні та хотів, аби його син також музикував. У віці семи років Лес Браун почав учитися грати на саксофоні. До 10 років він уже міг побіжно читати ноти та грав із батьком на місцевих вечорницях.
Вступивши до старшої школи, Лес провчився там рік і вирішив кинути й перейти до Ітакської музичної консерваторії. У консерваторії він вивчав теорію музики, гармонію та композицію.